# Lone Wolf (Oklahoma)
Lone Wolf és un poble dels Estats Units a l'estat d'Oklahoma. Segons el cens del 2000 tenia 500 habitants.

## Demografia
Segons el cens del 2000, Lone Wolf tenia 500 habitants, 222 habitatges, i 148 famílies. La densitat de població era de 371,3 habitants per km².
Dels 222 habitatges en un 27,9% hi vivien nens de menys de 18 anys, en un 50,5% hi vivien parelles casades, en un 12,6% dones solteres, i en un 32,9% no eren unitats familiars. En el 30,6% dels habitatges hi vivien persones soles el 14,4% de les quals corresponia a persones de 65 anys o més que vivien soles. El nombre mitjà de persones vivint en cada habitatge era de 2,25 i el nombre mitjà de persones que vivien en cada família era de 2,78.
Per edats la població es repartia de la següent manera: un 24,4% tenia menys de 18 anys, un 9% entre 18 i 24, un 24,6% entre 25 i 44, un 23,2% de 45 a 60 i un 18,8% 65 anys o més.
L'edat mediana era de 40 anys. Per cada 100 dones de 18 o més anys hi havia 84,4 homes.
La renda mediana per habitatge era de 24.808 $ i la renda mediana per família de 32.000 $. Els homes tenien una renda mediana de 25.972 $ mentre que les dones 21.750 $. La renda per capita de la població era de 13.525 $. Entorn del 15,4% de les famílies i el 20,6% de la població estaven per davall del llindar de pobresa.

## Poblacions més properes
El següent diagrama mostra les poblacions més properes.